# Penthesilea (Dusapin)
Penthesilea ist eine Oper in einem Prolog, elf Szenen und Epilog von Pascal Dusapin (Musik) mit einem Libretto von Pascal Dusapin und Beate Haeckl nach Heinrich von Kleists Drama Penthesilea. Sie wurde am 31. März 2015 im Brüsseler Opernhaus La Monnaie/De Munt uraufgeführt.

## Handlung
Prolog (Prothoe, Chor). Die Amazone Prothoe erinnert ihre Königin Penthesilea daran, dass sie nur den Mann erwählen dürfe, der ihr im Kampf entgegentrete. Gleichzeitig warnt sie Penthesilea vor den Fallstricken der Liebe. Der Chor weist auf den vom Wind herangetragenen Schlachtenlärm hin.
Szene 1 (Achilles, Odysseus, Bote). Voller Hass auf Penthesilea betrachtet Odysseus eine Verwundung seines Freundes Achilles. Er versucht, ihn vom weiteren Kampf abzuhalten. Der ist jedoch völlig besessen davon, die Amazonen zu vernichten, nennt Odysseus und die anderen Griechen „Weicheier“ und schwört, Penthesilea sterbend durch den Staub zu schleifen. Als ein Bote angsterfüllt deren Nahen verkündet, eilt Achilles ihr entgegen. Odysseus hält dies für Wahnsinn.
Szene 2 (Penthesilea, Prothoe, Botin). Obwohl die Amazonen in der Schlacht gesiegt haben, ist Penthesilea noch nicht zufrieden. Sie will noch einmal ins Feld ziehen und den verhassten Achilles zu ihren Füßen im Staub liegen sehen. Prothoe versucht vergeblich, sie zu beschwichtigen. Da meldet ein Bote die Ankunft des Gegners, und Penthesilea fordert ihre Gefährtin auf, ihr zu folgen. Prothoe schwört: „Bis in die Hölle!“
Zwischenspiel (Chor, Odysseus). Der Chor schildert den Stolz und Rätselhaftigkeit der Amazonenkönigin. Odysseus vergleicht sie mit einer hungrigen Wölfin. Die Amazonen ihrerseits sind wie geblendet vom Glanz des Achilles.
Szene 3 (Priesterin, eine Amazone, Chor). Die Oberpriesterin beobachtet besorgt Penthesileas Kampfvorbereitungen. Sie ist der Ansicht, dass es einer Königin nicht zustehe, ihren Gegner selbst zu wählen. Eine der Amazonen mutmaßt, Penthesilea sei von Amors Pfeil getroffen worden. Die Amazonen beobachten den Kampf aus der Ferne. Penthesilea wird von ihrem Pferd geworfen und ist Achilles ausgeliefert. Er tötet sie jedoch nicht, sondern hebt sie in seinen Armen empor. Prothoe entreißt sie ihm. Achilles wirft seine Waffen fort. Die beiden Frauen machen sich jammervoll auf den Heimweg.
Szene 4. (Penthesilea, Priesterin, Prothoe, griechische Krieger hinter der Szene, Amazonen). Aus Wut darüber, dass sie Achilles’ Liebe auf dem Schlachtfeld gewinnen muss, hetzt Penthesilea ihre Hunde auf ihn. Prothoe und die Priesterin beklagen die Besessenheit ihrer Königin und flehen sie an, sich zu retten. Penthesilea will sich eher von Achilles töten lassen als unfähig zu sein, einen Mann in sich verliebt zu machen. Als die Rufe der Griechen hörbar werden, fürchten Prothoe und die Priesterin, Penthesilea zu verlieren. Prothoe schlägt eine Waffenpause vor, damit sie wieder zur Besinnung findet. Penthesilea übergibt sich jedoch jetzt völlig ihren Fantasien. Sie will Berge übereinander wälzen und auf dem Gipfel stehend Achilles zu sich ziehen. Dann bricht sie zusammen. Prothoe befiehlt den Amazonen, die Griechen anzugreifen, ohne aber Achilles zu töten. Die Priesterin zieht sich zurück.
Szene 5 (Achilles, Amazonen). Achilles verhöhnt die angreifenden Frauen, die der Übermacht der Griechen erliegen. Eine Amazone fällt. Die übrigen fliehen in Panik. Achilles ergreift Penthesilea und fordert Odysseus auf, die anderen Amazonen zu verfolgen. Odysseus wünscht ihm Glück.
Szene 6 (Achilles, Prothoe, Penthesilea). Achilles und Prothoe sorgen sich um die bewusstlose Penthesilea. Achilles erklärt, dass er sie zu seiner Königin machen wolle. Als sie die Augen aufschlägt, fordert Prothoe ihn auf, sich zurückzuziehen, da Penthesilea die Schande nicht ertragen könnte. Penthesilea erinnert sich an die Schlacht wie an einen Traum. Prothoe beruhigt sie und zeigt ihr dann Achilles, angeblich ihren entwaffneten Gefangenen. Der wirft sich ihr zu Füßen und erklärt ihr seine Absichten. Penthesilea gerät vor Glück in Ekstase. Sie schmeichelt Achilles, und beide bekennen einander ihre Liebe. Da kehren die Griechen zurück, und Achilles muss zugeben, dass nicht er ihr Gefangener ist, sondern sie selbst besiegt wurde und ihm folgen muss. Penthesilea ist erschüttert.
Szene 7 (Achilles, Odysseus, Penthesilea). Der Kampf bricht erneut aus, und Odysseus warnt seinen Freund, dass jetzt die Amazonen im Vorteil seien. Sie hätten „Penthesilea“ zu ihrem Schlachtruf erkoren. Achilles’ Kampfeslust erwacht wieder. Er befiehlt, Penthesilea in das griechische Lager zu bringen. Entsetzt fleht sie ihn an, stattdessen ihr unter die Eichen zu folgen. Achilles lehnt ab. Beide sehen keinen Ausweg mehr: Achilles ist wie versteinert, und Penthesilea gerät ins Stottern. Odysseus mahnt seinen Freund zum Rückzug und zieht ihn mit sich fort.
Szene 8 (Penthesilea, Priesterin, Prothoe, Amazonen). Die Amazonen triumphieren, werden aber von ihrer Königin zurechtgewiesen. Sie habe sich Achilles’ als Gefangene ergeben und sei gesetzeswidrig befreit worden. Die von diesem Verhalten enttäuschte Priesterin spricht sie frei und fordert sie auf, den Krieg jetzt zu beenden und ihnen die Heimkehr zu gestatten. Penthesilea bittet Prothoe, bei ihr zu bleiben. Sie fühlt sich schuldig an dem Geschehenen und will nur noch sterben, „einen Schacht graben, kalt wie Erz“, und in diesen hinabsteigen.
Szene 9 (Penthesilea, Prothoe, ein Bote). Ein Bote überbringt Penthesilea eine Duellforderung Achilles’. Penthesilea kann nicht glauben, dass er, der von ihrer körperlichen Schwäche weiß, dazu in der Lage sei. Obwohl Prothoe ihr rät, den „Herzlosen“ zu vergessen, beschließt Penthesilea, sich ihm zu stellen. Sie beschwört den Gott des Krieges, ruft ihre Hunde zu sich und richtet ihren Bogen lachend auf Prothoe. Diese bricht vor Angst zusammen. Penthesilea schreit den Namen „Achilles“ hinaus.
Zwischenspiel (elektronisches Crescendo von pppp bis f, 20–25 Sekunden).
Szene 10 (Achilles, Odysseus, Chor, ein Bote). Achilles reflektiert seine widerstreitenden Gefühle für Penthesilea. Odysseus ist entsetzt, als er von seiner Duellforderung erfährt. Achilles erklärt, dass die Traditionen der Amazonen es verlangten, dass Penthesilea ihn im Kampf besiege, bevor es eine Liebesnacht geben könne. Odysseus wird wütend, doch Achilles hört ihm kaum zu. Da verkündet ein Bote, dass Penthesilea die Herausforderung angenommen habe und mit ihren Hunden auf dem Weg sei. Achilles glaubt nicht, dass Penthesilea ihn wirklich töten wolle. Er begibt sich zum Kampfplatz, während der Chor die Schrecken des Krieges besingt. Ein Pfeil durchbohrt Achilles.
Zwischenspiel (Elektronik).
Szene 11 (Penthesilea, Prothoe, Priesterin, Chor). Penthesilea nähert sich langsam der Leiche. Die entsetzte Priesterin verflucht sie, wirft ihr ihren Schleier vor die Füße und fordert Prothoe auf, sie fortzubringen. Penthesilea schaut sich um, nimmt den Pfeil und beginnt, ihn zu putzen. Der Chor der Amazonen beschreibt verwundert ihre Handlungen. Prothoe ist zutiefst gerührt. Sie spricht Penthesilea mit zärtlichen Worten zu, bestätigt ihren Sieg. Penthesilea fühlt sich mit einem Mal vergnügt und selig. Da erblickt sie den toten Achilles, betrachtet seine Wunden und verlangt zu wissen, wer „den Toten tötete“ und ihn so zurichtete. Die Priesterin entgegnet, es sei ihr eigener Pfeil gewesen. Anschließend habe sie sich mit ihren Hunden auf ihn geworfen, ihn geschlagen und selbst zugebissen. Penthesilea kann dies nicht glauben. Nur langsam dämmert ihr, was geschehen ist. Sie bittet den Toten um Vergebung, löst ihre Verbindung mit den Amazonen und erklärt, dass sie jetzt diesem Mann folgen wolle. Dann übergibt sie Prothoe ihren Bogen und ihre Pfeile. Sie ist bereit für den Tod. In Gedanken formt sie aus der „Glut des Jammers“, dem „Gift der Reue“ und dem „Amboss der Hoffnung“ einen Dolch, in den sie sich stürzen will.
Epilog. Penthesilea bricht über Achilles’ Leiche zusammen. Der Chor wiederholt die Worte „Jammer, Reue, Hoffnung“.

## Gestaltung

### Musik
Dusapin nutzte in dieser Oper sämtliche Ausdrucksmöglichkeiten der menschlichen Stimme von gesprochenem Text, Schreien, Atemgeräuschen, Sprechgesang, rezitierendem Gesang (auch als Psalmodie) bis hin zu liedhaftem Gesang. Häufig werden große Intervalle bis an die Grenzen des Stimmbereichs eingesetzt. Im Orchester gibt es einige naturalistische Klangeffekte wie metallisches Waffengeklirr, Donnergrollen, Regen, Hundegebell oder das Zischen der Pfeile – letzteres beispielsweise beim Tod des Achilles. Die Antike evoziert Dusapin mit Hilfe bestimmter Schlaginstrumente, der Harfe und dem Zymbal sowie ungewöhnlicher Spielweisen. In der dritten Szene soll beispielsweise die Klarinette den Klang eines Duduk, eines armenischen Holzblasinstruments, nachahmen. Klanglich beherrschen von Schlagwerk-Aktionen unterbrochene Liegetöne die Partitur. Die „bedrohlichsten“ Klänge produziert das Zymbal.

### Orchester
Die Orchesterbesetzung der Oper umfasst die folgenden Instrumente:
- Holzbläser: drei Flöten (auch Piccolo und Altflöte in G), zwei Oboen (auch Englischhorn), Klarinette in B (auch Bassklarinette), Kontrabassklarinette (auch Bassklarinette), zwei Fagotte (auch Kontrafagott)
- Blechbläser: drei Hörner in F, zwei Trompeten in C, zwei Posaunen, Tuba
- Schlagzeug (zwei Spieler)
  - I: Tamtam, Crotales (immer mit Bogen), kleine Trommel, großes Becken („cloutée“), Xylophon („écrit en sons réels“), Cabasa, Holzblock (mittel, harter und sehr trockener Klang, ggf. durch einen Tempelblock zu ersetzen), Sistrum (möglichst „archaisch“, mit einem Klang von Kieseln, Muschelschalen, Eisen …)
  - II: Glockenspiel, Crotales (immer mit Bogen), mittelgroßes Crash-Becken, großes Becken („cloutée“), zwei Becken („frappées“), Tambour de basque, großer „Mark Tree“, große Spring Drum („ressort“), „Tom basse“ (mit anderem Klang als die große Trommel), zwei Bongos („clair“, „medium“), acht Gongs.
  - gemeinsam: große Trommel, vier Metallrohre mit rundem oder quadratischem Querschnitt (harter resonanter Klang wie Ambosse)
- Harfe
- Zymbal
- Streicher: zwölf Violinen 1, zehn Violinen 2, acht Bratschen, sechs Violoncelli, sechs Kontrabässe (verpflichtend)

## Werkgeschichte
Pascal Dusapin komponierte seine siebte Oper Penthesilea im Auftrag des Brüsseler Opernhauses La Monnaie/De Munt im Jahr 2014. Koproduzierend war die Opéra national du Rhin. Das Libretto verfasste er gemeinsam mit Beate Haeckl. Es basiert auf Heinrich von Kleists Drama Penthesilea. Für die Oper wurde der Text sprachlich vereinfacht und modernisiert. Außerdem wurden die Anzahl der Charaktere reduziert und Nebenhandlungen gestrichen, um eine zusammenhängende Aufführung ohne Pause zu ermöglichen. Dabei achtete der Komponist darauf, die Substanz und vor allem die Verständlichkeit der Vorlage zu bewahren. Gestrichen wurden beispielsweise die Vorbereitung des Rosenfests, die rituelle Liebesnacht vor der Freilassung der gefangenen Männer und ein Großteil der persönlichen Berichte der Gefolgsleute beider Parteien. Die Geschichte ist auf die Konfrontation von Penthesilea und Achilles konzentriert. Anders als im Mythos tötet bei Kleist und Dusapin nicht Achilles seine Gegnerin im Zweikampf, sondern wird umgekehrt von dieser im Rausch zerfleischt.
Die Idee zu einer Vertonung des Schlussteiles der Penthesilea erhielt Dusapin bereits in den 1970er Jahren durch den Musikwissenschaftler Harry Halbreich. Obwohl er von dem Stoff sofort fasziniert war, verstand er ihn damals nach eigener Aussage noch nicht vollständig. Das Thema der Grausamkeit allerdings verfolgte ihn lange. Erst als er den Text einige Jahrzehnte erneut las, entdeckte er darin weitere Aspekte und begann allmählich, ein Verständnis dafür zu entwickeln und die Modernität des Stoffes zu erkennen. Als er sich dann an die Komposition machte, war dies für ihn eine erschöpfende „Erfahrung großer innerer Gewalt“. Er erkannte, dass sich der unerklärbare dunkle und irrationale Charakter der Penthesilea ebenso wie die Liebe oder der Krieg dem Intellekt entzog und ohne Nachdenken aufgenommen werden müsse. In einer Journalistenrunde meinte er, dass er mit dieser Oper gleichsam zu sich selbst gekommen sei. Seine vorangegangenen Opern seien gleichsam Versuche zu diesem Stoff gewesen.
Die Uraufführung fand am 31. März 2015 unter der musikalischen Leitung von Franck Ollu im Théâtre de la Monnaie statt. Die Inszenierung stammte von Pierre Audi (ursprünglich war Katie Mitchell vorgesehen), die Bühne von Berlinde De Bruyckere und die Videos von Mirjam Devrient. Es sangen Natascha Petrinsky (Penthesilea), Marisol Montalvo (Prothoe), Georg Nigl (Achilles), Werner van Mechelen (Odysseus), Eve-Maud Hubeaux (Oberpriesterin), Wiard Witholt (Bote), Yaroslava Kozina (Botin) und Marta Beretta (Amazone).
Frieder Reininghaus nannte die Premieren einen „großartige[n] Opernabend“, fand aber, dass „die Regie von Pierre Audi nicht wirklich aufgeh[e]“. Die „kunstfertige Musik verdien[e] eine entschiedene Inszenierung – zum Beispiel eine Regie, die dem Geschlechterkampf nachsetzt und/oder die Funktion der heute im Namen der Freiheit tätigen Pilotinnen, Drohnenlenkerinnen und Scharfschützinnen erhellt“. Er lobte neben der Musik auch das Sängerensemble, allen voran die „großartige“ Natascha Petrinsky in der Titelrolle. Wiebke Roloff von der Opernwelt sah in der inhaltlichen Reduzierung dramaturgische Probleme, denen Dusapin auch musikalisch kaum etwas entgegensetzte. Die musikalische Basis bestehe im Wesentlichen aus dem im Prolog vom Chor benannten „Waffenklirren, Stampfen, Grollen, Stahlgewitter, Schlachtgebraus, des Krieges ganze eherne[r] Stimme“. In der Kritikerumfrage der Opernwelt 2015 wurde die Produktion mehrfach nominiert. Jan Brachmann von der FAZ schlug Pierre Audi für seine „wohltuende Dezenz“ als „besten Regisseur“ vor, Joachim Lange von der Mitteldeutschen Zeitung und Christian Merlin vom Figaro nannten die Aufführung die „beste Uraufführung“ der Spielzeit.
Die koproduzierende Opéra national du Rhin zeigte das Werk im September/Oktober 2015 in Straßburg.
Am 27. November 2020 wurde die Oper in der Pariser Philharmonie gespielt. Aufgrund der Maßnahmen gegen die COVID-19-Pandemie war kein Publikum zugelassen. Das große Orchester und der Chor waren im Auditorium untergebracht. Ein Videomitschnitt wurde auf der Website der Philharmonie sowie von Arte Concert im Internet bereitgestellt.

## Aufnahmen
- 31. März 2015 – Franck Ollu (Dirigent), Orchester und Chor von La Monnaie, Saténik Khourdoian (Solovioline).
 Natascha Petrinsky (Penthesilea), Marisol Montalvo (Prothoe), Georg Nigl (Achilles), Werner van Mechelen (Odysseus), Eve-Maud Hubeaux (Oberpriesterin), Wiard Witholt (Bote), Yaroslava Kozina (Botin), Marta Beretta (Amazone).
 Mitschnitt der Uraufführung aus dem Brüsseler Opernhaus La Monnaie/De Munt.
 CYPRES CYP4654.[11][2]
- 27. November 2020 – Ariane Matiakh (Dirigent), Philippe Béziat (Inszenierung), Orchestre de Paris, Accentus, Thierry Coduys (Elektronik), Roland Daugareil (Solovioline).
 Christel Loetzsch (Penthesilea), Marisol Montalvo (Prothoe), Georg Nigl (Achilles), Paul Gay (Odysseus), Noa Frenkel (Oberpriesterin).
 Video; live vom Festival d’Automne aus der Pariser Philharmonie.
 Videostream bei Arte Concert.[10]